# Tesla Roadster (2020.)
Tesla Roadster (2020.) je električni, sportski automobil u razvoju. Planirani je nasljednik prvog Teslinog roadstera koji se proizvodio od 2008. do 2012. godine. Prototip novog modela prvi je put predstavljen u studenom 2017. godine. Serijska proizvodnja trebala bi započeti 2022. godine.
Vozilo bi trebalo biti opskrbljeno baterijom od 200 kWh, dvostruko većim kapacitetom od trenutno najsnažnije koja se ugrađuje u Teslin Model S P100D. Time bi jednim punjenjem mogao prijeći oko 1.000 km.
Ubrzanje od 0 do 100 km/h trebalo bi iznositi 2,1 sekundu, maksimalna brzina 402 km/h.